# 威仁親王妃慰子
威仁親王妃慰子（たけひとしんのうひ やすこ、1864年3月15日（文久4年2月8日） - 1923年（大正12年）6月30日）は、日本の皇族。有栖川宮威仁親王の妃。加賀藩最後の藩主の前田慶寧侯爵の四女、母は久徳尋子。有栖川宮家最後の皇族となった。

## 生涯

### 生い立ち
文久4年2月8日、前田慶寧の四女として、金沢城中で生まれる。
幼少期は男子に優る活発さであったが、貴婦人になるべく教育を受け、漢学は野口之布に、書は江間万里に、絵画は松岡環翠に、それぞれ師事した。長ずるに従い優婉謙虚な一方、気性の強さで学問の上達も目覚ましかった。
1876年（明治9年）10月、有栖川宮家側から威仁親王の妃に望まれ、11月8日に前田家側も受諾した。ただし、結婚は有栖川宮家の後継者問題の決着後にするよう宮内省からの内々の指示があったため、結婚は見合わせられた。

### 結婚と外遊
1878年（明治11年）5月18日、明治天皇の勅許により、威仁親王を有栖川宮家の後継とすることが認められた。これを受け、同年11月30日に威仁親王と前田慰子の縁組を願い出、12月3日に勅許された。威仁親王の海外留学を経て、帰国後の1880年（明治13年）11月28日に納采の儀が行われた。そして、12月11日に結婚の儀が執り行われた。
結婚後は義兄の熾仁親王から有栖川流書道を伝授されると、すぐに上達して奥義に達しただけでなく、和歌は高崎正風に師事した。英仏会話も習い、流暢な会話ができた。
1885年（明治18年）10月17日午後6時に第1女子を出産、10月23日の御七夜で績子女王と命名される。績子女王誕生直後の19日に、威仁親王は東北巡航のため出発したが、慰子妃の病のため同月29日に急遽帰邸した。1886年（明治19年）9月30日、績子女王は脳水腫によって急逝する。
1887年（明治20年）9月22日 に第1男子を出産、翌23日に栽仁王と命名される。翌1888年（明治21年）年6月20日から9月13日まで、栽仁王の他に義母の森規子と実妹近衛衍子公爵夫人とともに伊香保に滞在し、ひと夏を過ごした。
同年11月に威仁親王の海外軍事視察の計画が持ち上がった。慰子妃は予てから欧州各国の王室の活動（内廷、子女教育、社会事業）に関心があり、また小松宮彰仁親王が妃同伴で洋行した前例もあることから、威仁親王に同行することを強く希望した。威仁親王も賛同し、枢密院議長伊藤博文伯爵にかけあうとともに、明治天皇に拝謁して許可を得ようとしたが、天皇は「（婦女輩の洋行は）奢多の悪風を助長する」として難色を示した。これを気の毒に思った義兄の熾仁親王が再度拝謁し、宮内省に経済負担をかけないことと、行き先から皇后に頻繁に報告をさせることで了承を得たため、慰子妃は自ら本郷の実家に赴き、兄前田利嗣侯爵夫妻を同行させて費用を全て前田侯爵家に負担させることとした。
翌1889年（明治22年）2月11日の大日本帝国憲法発布を待ち、威仁親王・同妃慰子夫妻、前田侯爵夫妻ら一行は2月16日に出発した。一行は米国を経て欧州に滞在した。この間、イタリア王国ではマルゲリータ王妃は慰子妃に視察の便宜を図り、現地報道は慰子の聡明さを称えて「日本のマルゲリータ」とも紹介した。
帰路は香港、上海を経て、1890年（明治23年）4月5日に神戸港に到着した。一行は名古屋滞在中だった熾仁親王と神戸で再会し、また京都滞在中の天皇・皇后に拝謁して旅の成果を報告した。
4月10日に帰京すると、新橋駅には熾仁親王・同妃董子夫妻や栽仁王をはじめとする数百名の奉迎を受けた。

### 栽仁王の早世、實枝子女王の降嫁
1891年〈明治24年〉2月14日午前2時30分、第2女子を出産し、尋いで實枝子（実枝子）女王と命名された。
1908年（明治41年）4月、栽仁王が20歳で早世した。嗣子を喪った慰子妃の悲しみは深く、すでに健康を害し逗子で静養する状態だったが、その百日祭には病身をおして帰邸した。以後も毎月15日に豊島岡墓地を参拝するようになった。
1908年（明治41年）11月8日の實枝子女王の降嫁に際しては、万事に心を尽くした。また、このとき「先方には先方の家風がある」として、侍女をひとりも徳川家に同行させなかった。慰子妃は参列こそ見合わせたが、自動車で九段下まで赴き、婚儀の様子を見守った。すでに績子女王も夭折しているため、唯一、實枝子女王だけが徳川慶久公爵に降嫁して子孫を成した。
1913年（大正2年）7月5日に威仁親王と死別。實枝子女王の次女喜久子（1911年（明治44年）生）との婚姻を前提として、大正天皇の第三皇子・光宮宣仁親王が祭祀を継承することとされた。

### 晩年

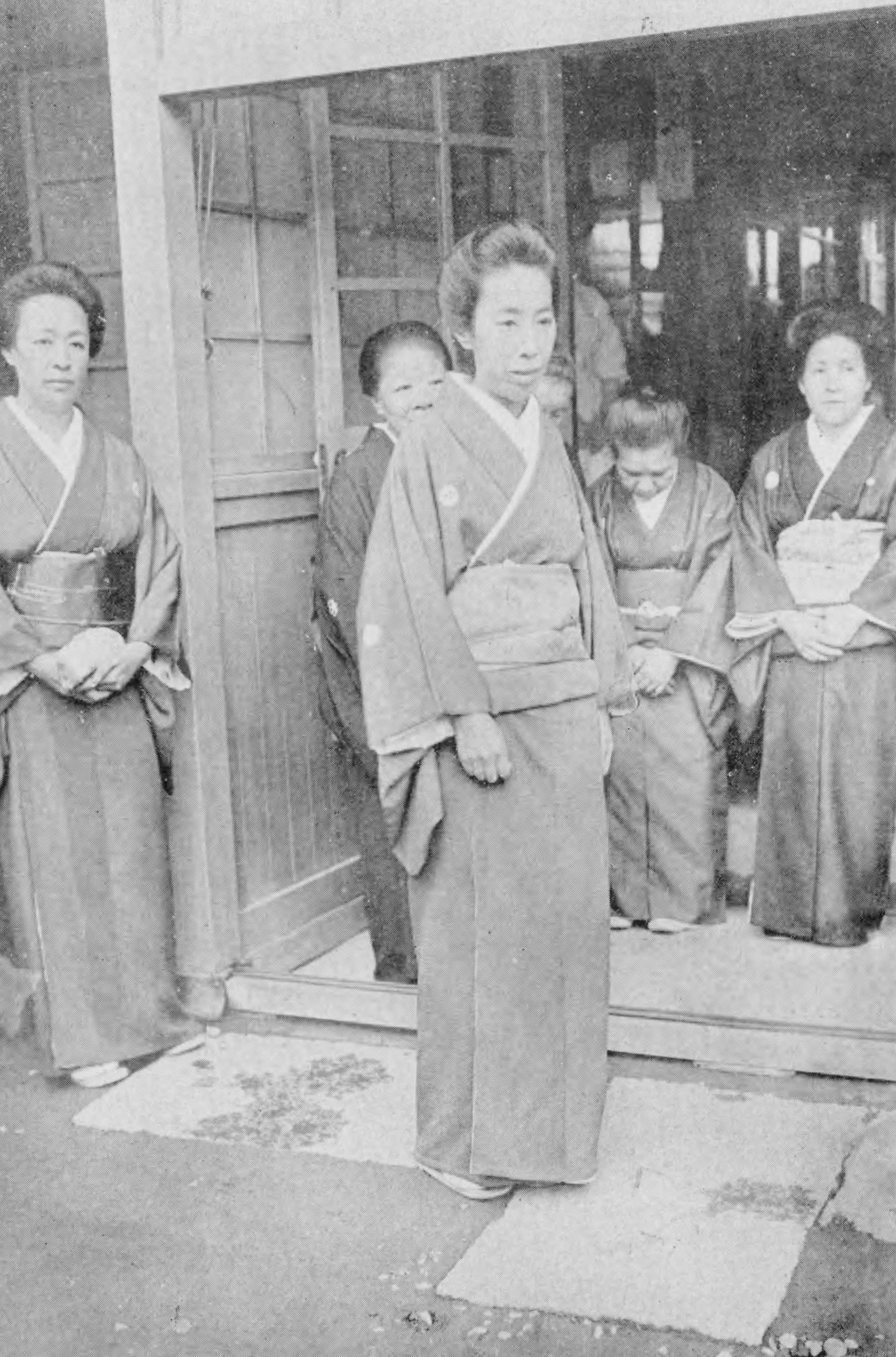
晩年の慰子妃（1922年当時における近影）

1922年（大正11年）12月、慰子妃は胃腸や腎臓の病が悪化し、翌1923年（大正12年）4月中旬以降は湯河原で転地療養したが天候不順もあって衰弱していった。6月29日午後4時に危篤となり、翌30日午後9時20分に帰邸したが午後9時45分に薨去した。
7月6日に豊島岡墓地で葬儀が執り行われた。
慰子妃の薨去を以て有栖川宮家は絶家となった。のちに有栖川宮家の祭祀は大正天皇の第三皇子・高松宮宣仁親王がこれを継承したが、こちらも2004年（平成16年）に同親王妃・喜久子の薨去をもって断絶した。
一方、有栖川流書道は、慰子妃から實枝子女王、さらに孫娘の喜久子妃を経て常陸宮妃華子や秋篠宮文仁親王に伝承された。

## 子女
- 績子女王 - 夭折
- 栽仁王 - 早世
- 實枝子（実枝子）女王 - 徳川慶久公爵夫人。高松宮妃喜久子らの母。

## 栄典
- 1888年（明治21年）11月1日 - 勲一等宝冠章[26]
- 1889年（明治22年）11月29日 - 大日本帝国憲法発布記念章[27]
- 1890年（明治23年）5月22日 - 日本赤十字社名誉社員章[28]
- 1906年（明治39年）4月1日 - 明治三十七八年従軍記章[29]